# Храпов, Валерий Евгеньевич
Валерий Евгеньевич Храпов (13 октября 1948 — 24 июля 2001) — мыслитель, учёный, писатель, журналист, педагог и целитель.
В. Е. Храпов — автор десятка книг, свыше 300 статей и очерков, автор и герой радио- и телепередач ЦТ, таких как «Для вас, родители!», «Семья и школа», «Мир и молодёжь», «12-й этаж», «Пресс-экспресс», «Белая ворона», «Третий глаз» и другие. Иностранный почётный член Международной ассоциации ЕС «Евроталант», член Союза журналистов России.

## Биография
Родился 13 октября 1948 года в Москве. Детство провел в пос. Родники Раменского района Московской области. С 1959-го года ученик физико-математической школы № 2. 
Окончил исторический факультет МГПИ им. В. И. Ленина в 1972 году, защитив дипломную работу о политических проектахМ. М. Сперанского. 
Работал учителем истории в школе № 99 г. Москвы, а затем младшим научным сотрудником в НИИ общей педагогики Академии педагогических наук СССР. Там работал над темой «Педагогический самоанализ учителя как метод изучения опыта», был членом редколлегии выпусков экспресс-информации серии «передовой педагогический опыт» вместе с академиком М. Н. Скаткиным, доктором педагогических наук П. В. Худоминским, кандидатами педагогических наук В.O. Аранским, Я. С. Турбовским, A.M. Цирульниковым, а также вёл тему «Народные учителя СССР». Итогом этой деятельности явилась книга, написанная в 1985 году, «Твой лучший учитель, школа!», которая была опубликована в начале 1987 г. (М. Педагогика. 1987—176 с., тираж 100 000 экз.)
С 1980 года печатал статьи и очерки в центральных газетах и журналах («Известия», «Смена», «Семья и школа», «Советская культура», «Неделя», «Учительская газета», «Советская педагогика», «Сельская молодёжь», «Коммунист», «Профтехобразование», Агентство печати «Новости»).
В 1984 г. изобрёл новый метод преподавания истории и других предметов (см. «Учительская газета» // 1985, 19 января: «Проблемы без проблем»), но авторского свидетельства нет.
В 1986–1988 годах был старшим корреспондентом газеты «Известия» в отделе педагогики в начальной и средней школе. В 1989 году стал свободным журналистом и литератором профобъединения «Москва».
Изучая влияние эпидемий на ход истории, в марте 1990 г. он открыл «универсальное свойство Вселенной» — систему энергетических полюсов. Его книги, такие как «Я знаю, как лечить не только рак и СПИД…», «Лечебная книга. Советы биоэнергетика Валерия Храпова», «Чудотворцы: Национальная идея, проявленная чумой и святостью» принесли известность.
Умер 24 июля 2001 года.

### Книги
1. Родители просят совета // М.: Знание, 1983 — 96 c.
2. Воспитание и труд // М.: Знание, 1985 — 96 c.
3. Твой лучший учитель, школа! // М.: Педагогика, 1987 −176 c.
4. Кто воспитывает воспитателя? // М.: Знание, 1988 — 90 с.
5. И в этих тихих городах… Очерки становления нового социального и педагогического мышления // М.: Педагогика, 1990—176 c.
6. Не бойтесь ни рака, ни СПИДа. Целебные силы космоса и ваша квартира в свете гелиогеомагнитной теории распространения заболеваний // М. 1992 — 57 c. Брошюра издана на средства автора
7. Я знаю, как лечить не только рак и СПИД… Начала медицины XXI века// М. 1992—150 c. Книга издана на средства автора
8. Я знаю, как лечить не только рак и СПИД… Издание 2-е, дополненное практическими рекомендациями для укрепления здоровья и лечения // М.: Менеджер, 1994—167 с.
9. Я знаю, как лечить не только рак и СПИД… Издание 3-е, исправленное и дополненное практическими рекомендациями для укрепления здоровья и лечения // М.: Менеджер, 1995—190 с.
10. Лечебная книга. Советы биоэнергетика Валерия Храпова. // М.: Менеджер, 1995—384 с.
11. Воспитание без воспитания, или Жизнь и Житие Владимира Фёдоровича Овчинникова. Книга о духовном становления и развитии Личности в БОГОчеловека и о единственно возможной организации общества // М.: ХРАиздат, 1999—292 с. Книга издана на средства автора на правах рукописи
12. Чудотворцы. Национальная идея, проявленная чумой и святостью // М.: ХРАиздат, 2000—412 с. Книга издана на средства автора на правах рукописи

### Телепередачи
1. Для вас, родители: «Прошу родителей зайти в школу…» // телесценарий, первый эфир 1982, 15 мая
2. Для вас, родители: Выбирая пути //телесценарий, первый эфир 1983, 25 июня
3. Семья и школа: Живая память // телесценарий, первый эфир 1984, 21 января
4. Семья и школа: Будни директора школы // телесценарий, первый эфир 1984, 15 декабря
5. Белая ворона // РТР, эфир 1993, январь
6. Третий глаз // НТВ, эфир 1993, 6 ноября
7. Белая ворона // РТР, эфир 1994, 28 января
8. Новая «Старая квартира» // РТР, эфир 2001, 13 марта

### Статьи и очерки В. Е. Храпова и публикации о нём
1. Наказание одиночеством // Семья и школа, I980, № 2
2. Карманные деньги // Известия, 1980, 16 октября (Московский вечерний выпуск)
3. Куцая доброта // Смена, 1980, № 22
4. Простые секреты // Известия, 1980, 16 декабря
5. Послушный ребёнок // Известия, 1981, 28 января
6. Чувство справедливости // Известия, 1981, 13 апреля
7. Наказаны и с плеч долой? // Неделя, 1981, 5 апреля
8. Другая суббота // Советская культура, 1981, 5 мая
9. Оглянись во гневе // Семья и школа, 1981, № 5
10. Вместе к первому успеху // Семья и школа, 1981, № 9
11. Родительская суббота // Советская культура, 1981, 2 октября
12. Уроки на всю жизнь // Неделя, 1981, 18 декабря
13. Буду помнить всю жизнь // Советская культура, 1981, 29 декабря
14. Когда мальчишки ссорятся // Известия, 1982, 9 января
15. Представление без праздника // Советская культура, 1982, 26 января
16. Перемена в перемене // Семья и школа, 1982, № 1
17. Здесь, на синей земле // Советская культура, 1982, 27 апреля
18. Привычка к труду благородная // Известия, 1982, 30 июня
19. Из школы в поле // Советская культура, 1982, 27 июля
20. Все — в хор? // Семья и школа, 1982, № 8
21. Сельский учитель // Неделя, 1982, № 39, З октября
22. Счастье // В сборнике Мы и наша семья. М.: Молодая гвардия, 1983, стр. 187—197 (1-4 изд.)
23. Второй ребёнок // Известия, 1983, 12 февраля
24. Похвала // Известия, 1983, 5 апреля
25. Родные стены // Смена, 1983 , № 17
26. «Папа приехал!» // Неделя, 1983, № 37, 16 сентября
27. Зеркало для души // Известия, 1983, 28 ноября
28. Инструкции и традиции // Известия, 1984, 14 января
29. Замечания по поводу замечаний // Семья и школа, 1984, № 2
30. Без школярства // Неделя, 1984, № 9, 4 марта
31. Не опоздать! // Известия, 1984, 22 апреля
32. Счастливая семья // Смена, 1983, № 4
33. Не живёт село без школы // Известия, 1984, 22 мая
34. He спешить! // Известия, 1984, 18 июня
35. Сын выбирает профессию // Известия, 1984, 10 июля
36. Тропы Гайдара — дороги тимуровцев // Известия, 1984, 26 июля
37. Педагогика Гайдара // Известия, 1984, 9 августа
38. И слово отзывается… // Советская культура, 1984, 9 августа
39. Согласье сердца и ума // Известия, 1984, 19 сентября
40. При живых родителях // Известия, 1984, 5 октября
41. Минутное и вечное // Учительская газета, 1984, 30 октября
42. Ростки и корни // Известия, 1984, 21 ноября
43. Колхоз начинается со школы // Неделя, 1984, № 49
44. 3аставить воспитывать? // Известия, 1984, 23 декабря
45. Такт и контакт // Учительская газета, 1984, 25 декабря
46. Учитель на ученической скамье // Известия, 1985, 9 января
47. Проблемы без проблем //Учительская газета, 1985, 19 января
48. Хотите быть сильными, красивыми, умными? // Известия, 1985, 11 февраля
49. Проба сил // Известия, 1985, 14 марта
50. Воспитывать и воспитываться // Известия, 1985, 13 июня
51. В ожидании подвижников // Сельская молодёжь, 1985, № 7
52. Принцип относительности… // Учительская газета, 1985, 29 августа
53. Свободное время: с ребёнком или для ребёнка? // Известия, 1985, 2 сентября
54. Ян Амос Коменский и «высокие материи» // Учительская газета, 1985, 17 сентября
55. И обязанности, и поручений // Семья и школа, 1986, № 1
56. Отрицательное число // Известия, 1986, 17 марта
57. Катина задача // Учительская газета, 1986, 3 апреля
58. Студент в пионерском галстуке // Смена, 1986, № 1416
59. Очередь к инспектору // Известия, 1986, 4 июня
60. Подросток и деньги // Известия, 1986, 3 июля
61. Как рождается тепло дома // Известия, 1986, 28 июля
62. Базар — есть, овощей — нет // Известия, 1986, 30 июля
63. Сорок три тысячи или ноль целых четыре десятых? // Известия, 1986, 6 августа (в соавторстве: рейд «Известий»)
64. Сочинение на старую тему… // Известия, 1986, 16 августа
65. Учителя и родители // Известия, 1986, 24 августа
66. Как считать учеников // Известия, 1986, 27 августа (в соавторстве: рейд «Известий»)
67. По кирпичику // Известия, 1986, 13 сентября
68. Культ книги и культура чтения // Известия, 1986, 6 октября
69. Проситель — не посетитель // Известия, 1986, 11 октября
70. Рецензия на кровать // Известия, 1986, 9 ноября
71. Решения Шеремета // Известия, 1986, 27 ноября
72. С кого начинаются белоручки // Известия, 1986, 18 декабря
73. Три дела, а может быть и больше в истории одной вечерней школы // Известия, 1986, 24 декабря
74. Кому-Дед Мороз, а кому — красный нос // Известия, 1987, 3 января
75. Педагогика сотрудничества: кто против? // Профессионально-техническое образование, 1987, № 5, 28 апреля
76. За фасадом… // Известия, 1987, 19 марта
77. Что определяет настроение // Известия, 1987, 2 мая
78. Эстафета красного галстука // Известия, 1987, 19 мая
79. Расставание со школой // Известия, 1987, 25 мая
80. Трёх дел мало // Известия, 1987, 9 июня
81. Сход // Сельская молодёжь, 1987, № 12
82. Экзамен отменён — экзамен остаётся // Известия, 1988, 28 июля
83. Школа по знакомству // Работница, 1989, № 4
84. Депутат на хозрасчёте // Вечерняя Москва, 1990, 19 июля
85. Гипотеза или теория? Новый взгляд на распространение СПИДа // Советская Калмыкия, 1990, 24 июля
86. Солнце — перестройка — мы // Сельская молодёжь, 1990
87. Покупайте подводные лодки: Ибо, по теории Валерия ХРАПОВА, только на дне Карибского моря вы гарантированы от заражения СПИДом // Комсомольская правда, 1990, 4 августа
88. Дай шаману хоть 12 бубнов, но Солнце не станет всходить чаще // Комсомольская правда, 1990, 1 декабря
89. Интервью А. Соловьёву: СПИД не случайно назвали «чумой XX века» — у них много общего. // Советская женщина, 1990, № 9, с. 23-24. Перевод на англ., франц., нем., исп. и др. языки (см. ниже)- 1990, № 10. с. 23-24
90. AIDS wasn’t called «the plague» of the 20th century for nofhing. BOTH DISEASES HAVE MUCH IN COMMON // Soviet woman, 1990, № 10.
91. Le SIDA Ce n’est par hasard qu’on appelle la «peste» du XXe siecle // La Femme Sovietique, 1990, № 10.
92. AIDS wurde nicht zufallgerweise als pest des 20. jh. Bezeichnet. Beide haben vieles gemeinsam // Sowjetfrau, 1990, № 10.
93. SIDA. Nao por acaso a SIDA e conhecida como «peste du seculo XX». AS DUAS TEM MUNITO EM COMUM. // MULHER SOVIETICA, 1990, № 10.
94. SIDA Chang phai tinh co ma ngu’o’i ta goi la «benh dich» cua the ky 20 // PHU NU LIEN XO, 1990, № 10.
95. Тюрина И. …Его ждёт Нобелевская премия // Куранты, 1990, № 10, с. 16
96. Когда рождаются одарённые дети, или Начала современного гороскопа // Народное образование, 1990, № 12, с. 116—122
97. Загадки и отгадки // Народное образование, 1991, № 1 с. 136—144
98. Валерий ХРАПОВ: «Я знаю, как лечить СПИД» Интервью Н. Романович // Советский патриот, 1991, № 2, с. 13
99. Бахрошин Н. Не бойтесь ни рака, ни СПИДа! // Собеседник, 1991, № 13 (март), с. 6
100. Интервью Б. Данюшевскому: СПИД для меня не страшнее гриппа // Совершенно секретно, 1991, № 5, с. 5
101. Куда пойти лечиться? // Техника — молодёжи, 1991, № 8, с. 42 — 43
102. Солнце — перестройка — мы // Техника — молодёжи, 1991, № 11
103. Карионов О. Куда бежать от болезни // Хозяин, 1991, № 19 (сентябрь), с. 14
104. Кит ищет спасения на суше. Зачем? // Мегаполис-Экспресс, 1991, № 41 (октябрь), с. 9
105. Нервная система Земли // Рабочая трибуна, 1991, 20 ноября
106. Патрин В. Американцы едут лечить СПИД в Россию // Комсомольская правда, 1991, 6 декабря
107. Афанасьев В. Учитесь жить // Новый взгляд 1992, № 2, 22 января
108. Ворохов В. Снимите чёрные очки: Теория Валерия Храпова — просто, дерзко, убедительно… // Твои возможности, человек. 1992, № 4, с. 10-11
109. У вас ангина? ПРОГУЛЯЙТЕСЬ. Интервью Е. Тимошенко // Моя Москва, 1992, № 3, с.26-27.
110. Нервная система Земли // Чудеса и приключения. 1992, № 3, с. 20-24
111. Исцеление без лекарств // Хозяин, 1992, № 10, с. 14
112. А. Кириков. Смените адрес — и вы здоровы // 24, ИТАР-ТАСС, 1992, № 31, с.4.
113. Правило двух тарелок // На грани невозможного, 1992, № 6, с. 9
114. Загадка десяти прокажённых: Открытие, которое могло бы принести сотни миллиардов долларов // Демократическая газета, 1992, № 19-20, июнь
115. Он знает, как тиражировать гениев… // Вечерний клуб, 1992, 13 ноября
116. Valery Khrapov. WHAT IS THE BEST PLACE FOR TREATMENT? // // Sputnik, 1992, № 3, p. 40-43
117. Valeri CHRAPOW. WO WIRD MAN AM SCHNELLSTEN GESUND? // Sputnik, 1992, № 3, p. 40-43
118. Достаточно переехать, и… нет проблем Интервью С. Осипову // «Здоровье», приложение к газете «Аргументы и факты», 1993, № 6.
119. Через «полюса Храпова» в медицину XXI века Интервью П. Казакову // Мир новостей, 1993, № 12, декабрь.
120. Советы биоэнергетика В. Храпова // Мир новостей, 1994-95, № 2,3,4 и т. д.
121. Биогороскопы Валерия Храпова // Мир новостей, 1994-95, № 2,3,4 и т. д.
122. Прозрение экстрасенса: Где корни «Древа смерти» // Чудеса и приключения, 1994, № 4, с. 40-64
123. Возможно ли спасение от СПИДа? // Целитель, 1997, № 12 (Беларусь)